# أقنعة الوجه خلال جائحة كوفيد-19 في الولايات المتحدة الأمريكية

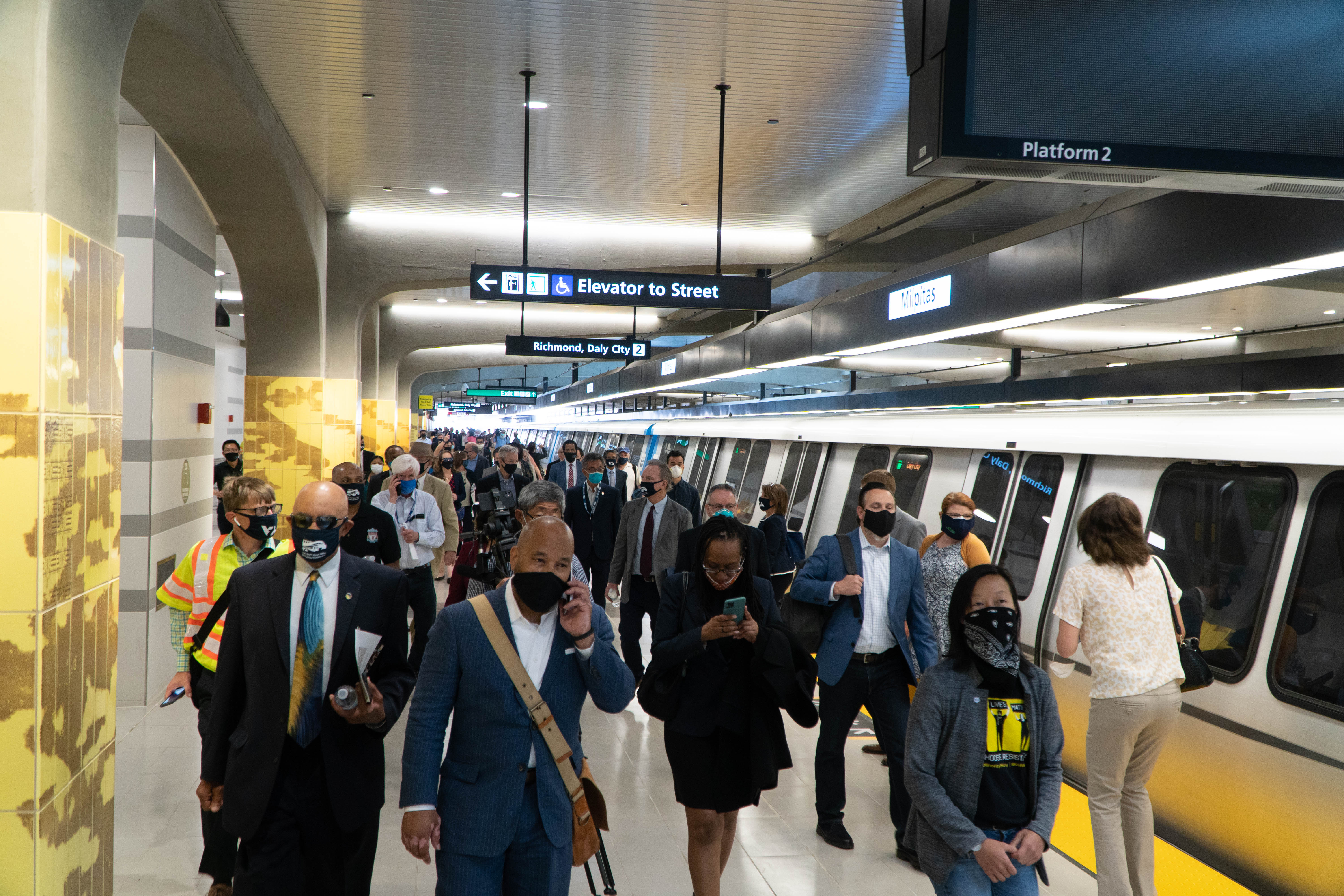

## إدارة ترامب

### مواقف مبكرة
أكد الرئيس ترامب على أن التوصيات الجديد لمراكز السيطرة على الأمراض بشأن اقنعة الوجه كان مجرد توصية طوعية، وذكر أنه شخصيًا لن يضع هذه الأقنعة، وذلك خلال إحاطة فريق العمل المعنية بفيروس كورونا في 3 أبريل، وعندما سأله أحد المراسلين عن سبب اختياره، أجاب: أشعر أنني بحالة جيدة، أنا فقط لا أريد أن أفعل ذلك، لا يبدو من المناسب أن أجلس في المكتب البيضاوي وأرتدي قناع الوجه وأنا أحيي رؤساء ورؤساء وزراء وملوك وملكات العالم.
تجنب ترامب بعد ذلك الظهور وهو يرتدي أقنعة الوجه أمام الكاميرا، وحذا نائب الرئيس حذوه عندما زار مايو كلينك في 28 أبريل، على الرغم من أن مايو كلينك فرضت ارتداء الأقنعة على جميع الزوار والموظفين. صرح نائب الرئيس أنه لم يرتدِ قناعًا لأن نتائج اختباراته الدورية لفيروس كورونا كانت سلبية دائمًا، وقال: اعتقدت أنها ستكون فرصة جيدة لي لأكون هنا، لأتمكن من التحدث إلى هؤلاء الباحثين، وانظر في عيونهم وأقول لهم شكرًا. وعندما زار بنس مصنع أجهزة التنفس الصناعي في 30 أبريل ظهر مرتديًا قناع الوجه.
ارتدى الرئيس ترامب قناع وجه من القماش عليه شعار الرئاسة الأمريكية وذلك أثناء جولة في مصنع تابع لشركة فورد بولاية ميشيغن لحضور حدث إعلامي في 21 مايو، لكنه خلعه قبل الظهور أمام الكاميرات، وقال إنه لا يريد أن يمنح الصحافة متعة رؤيته مرتديًا قناع، وبعد الزيارة أصدرت المدعية العامة لولاية ميشيغن دانا نيسيل تحذيرًا إلى شركة فورد بشأن انتهاكات أوامر وزارة الصحة الحكومية التي تتطلب ارتداء أقنعة الوجه في جميع الأماكن العامة المغلقة.
وصفت نيسيل في تغريدة لها على تويتر ترامب بأنه «طفل قذر» لأنه ينقل أسوأ رسالة ممكنة للجمهور، وقالت آمل أن يتذكر ناخبو ميشيغن هذا عندما يأتي نوفمبر، لأنه لا يهتم بما يكفي بسلامتهم، ولم يكن يهتم برفاهيتهم، ولم يحترمهم بما يكفي، كل ما كان عليه فعله مهمة سهلة وبسيطة تتمثل في ارتداء قناع. رد ترامب من خلال وصف نيسل بأنها «لا تفعل شيئًا في ولاية ميشيغين»، واتهمها بإخراج غضبها وغبائها بانتقادها لشركة فورد موتورز، وقال إن شركة فورد قد تنزعج من تصريحات نيسيل وتوقف دعمها للولاية مثل العديد من الشركات الأخرى، وأن دور ترامب كان إعاة الوظائف للولاية.
ارتدى نائب الرئيس السابق والمرشح الرئاسي الديمقراطي جو بايدن قناع وجه أسود ونظارة شمسية خلال أحد الاحتفالات، فشارك ترامب منشورًا على تويتر لمعلق فوكس نيوز بريت هيوم سخر فيه من الزي، وكتب «قد يساعد هذا في تفسير سبب عدم رغبة ترامب في ارتداء قناع الوجه في الأماكن العامة»، وفي مقابلة له في اليوم التالي انتقد بايدن ترامب لمشاركته المنشور ولأنه يقدم نموذجًا سيئًا للجمهور الأمريكي، وجادل بأن الرؤساء من المفترض أن يقودوا، ولا ينخرطوا في الحماقات. وصف ترامب في لقاء له موقف بايدن بأنه غير طبيعي، إذا أنه كان يقف في الخارج مع زوجته، في ظروف مثالية وطقس مثالي، فلماذا عليه أن يرتدي قناع وجه. رفض أحد المراسلين طلبًا من ترامب بخلع قناع الوجه لأنه يكتم صوته، فاتهمه ترامب بأنه يستغل ذلك سياسيًا.
استأنف ترامب تنظيم فعاليات الحملة العامة لإعادة انتخابه لعام 2020 في منتصف يونيو 2020 من خلال تجمع جماهيري حاشد في تولسا، أوكلاهوما في 20 يونيو، وكان ارتداء أقنعة الوجه اختياريًا، ولم يرتديها أغلب المشاركين، ولم يلتزم أحد بإجراءات التباعد الاجتماعي، ثم ظهر ترامب بعد فترة في تجمع «طلاب من أجل ترامب» في فينيكس، أريزونا في 23 يونيو، وكانت ولاية أريزونا نقطة ساخنة رئيسية لحالات كوفيد-19 الجديدة، وعلى الرغم من سن مدينة فينيكس لمرسوم صحي يقضي بارتداء أقنعة الوجه في الأماكن العامة، فقد صرحت العمدة كيت جاليغو أن المدينة لن تطبق المرسوم خلال التجمع، وأعلن مالكو الكنيسة التي احتضنت الحدث أنهم ركبوا نظام تنقية هواء مؤين يمكن أن يقتل 99.9% من الفيروسات وهو الأمر الذي اعترضت عليه وسائل الإعلام، وعلى كل حال لم يرتد غالبية الحاضرين أقنعة الوجه.
خلال جلسة إحاطة لفريق العمل المعني بفيروس كورونا في 26 يونيو بسبب عودة ظهور الإصابات بشكل كبير في كاليفورنيا والعديد من الولايات الجنوبية الأخرى كأريزونا وفلوريدا وتكساس، ارتدى معظم المشاركين أقنعة الوجه، لكن نائب الرئيس بنس لم يرتدِ القناع، ولم يذكر ارتداء الأقنعة أو التباعد الاجتماعي عند تلخيصه للتوصيات الصحية للحكومة. صرحت رئيسة مجلس النواب نانسي بيلوسي في مقابلة لها في 28 يونيو: أن الرئيس يجب أن يكون مثالًا يحتذى، والرجال الحقيقيون يرتدون أقنعة.

### التغييرات في المواقف
أوصى نائب الرئيس بنس في مقابلة له على موقع فيس ذا نيشن في 28 يونيو الأمريكيين باتباع نصيحة مسؤولي الصحة المحليين فيما يتعلق بارتداء أقنعة الوجه، لأن لكل ولاية وضعها الخاص، وبدأ السياسيون الجمهوريون البارزون الآخرون التدخل في هذا الموضوع بشكل مفاجئ، فدعموا ارتداء أقنعة الوجه وحثوا ترامب على أن يكون نموذجًا يحتذى به لمؤيديه، ومنهم رئيس لجنة الصحة والتعليم والعمل في مجلس الشيوخ لامار ألكسندر وزعيم الأغلبية في مجلس الشيوخ ميتش ماكونيل. علق ألكساندر على الموضوع قائلًا: هذه الممارسة البسيطة المنقذة للحياة أصبحت جزءًا من نقاش سياسي، فإذا كنت مع ترامب فأنت لا ترتدي قناعًا، وإذا كنت ضد ترامب فأنت تفعل ذلك، وطلب من الرئيس ترامب المساعدة في إنهاء هذا الجدل السياسي.
أكد الرئيس ترامب في مقابلة له مع قناة فوكس بيزنس في 1 يوليو بأنه فعل كل شيء من أجل الأقنعة، لكنه تساءل عن كيفية تنفيذ التفويض الوطني لأن البعض سيطبق الأقنعة في أماكن في الولايات المتحدة حيث يقيم الناس في أماكن متفرقة وبعيدة عن بعضها، وقال ترامب بأنه ليس لديه مشكلة في ارتداء قناع الوجه في الأماكن العامة إذا كان في مجموعة من الناس لا تبعد عن بعضها 10 أقدام، لكنني كرئيس لا أكون عادة في هذا الوضع، وفي 3 يوليو شارك ترامب في حفل الألعاب النارية في عيد الاستقلال في جبل رشمور بولاية ساوث داكوتا، حيث كانت الأقنعة اختيارية مرة أخرى، وتركت إجراءات التباعد الاجتماعي اختيارية أيضًا، وفي 5 يوليو صرح رئيس أركان البيت الأبيض مارك ميدوز أن التفويض الوطني لم يكن صحيحًا، نظرًا لأنه يعتمد بشكل رئيسي على الموقع.
كان من المقرر عقد تجمع ضمن حملة ترامب في نيو هامبشاير في 11 يوليو في الهواء الطلق، وشجعت اللجنة المنظمة بشدة على ارتداء أقنعة الوجه، وعلى كل حال فقد تأجل التجمع. ارتدى الرئيس ترامب في 11 يوليو قناع الوجه علنًا لأول مرة عند زيارته لأفراد من الجيش في مركز والتر ريد الطبي العسكري، وقبل اللقاء أخبر ترامب شون هانيتي أنه «من الجيد ارتداء قناع إذا كان ذلك يجعلك تشعر بالراحة»، وعلق لاحقًا بأن المستشفيات كانت مكانًا يُتوقع فيه عمومًا ارتداء قناع الوجه في ظل هذه الظروف.
نشرت السيدة الأولى ميلانيا ترامب في 14 يوليو صورة لنفسها وهي ترتدي قناعًا على وسائل التواصل الاجتماعي، وحثت متابعيها على اتباع إرشادات مركز السيطرة على الأمراض لأن «المزيد من الاحتياطات التي نتخذها الآن يمكن أن تعني بلدًا أكثر صحة وأمانًا خصوصًا مع قدوم الخريف»، وفي مقابلة مع قناة سي بي سي نيوز في اليوم نفسه، صرح ترامب أنه «إذا لزم الأمر سأحث الأمريكيين على ارتداء أقنعة الوجه، وأوصيهم باتباع الإرشادات»، وفي 20 يوليو نشر ترامب صورة لنفسه يرتدي قناع وجه على تويتر، مكتوب عليها: نحن متحدون في جهودنا لهزيمة فيروس الصين غير المرئي، ويقول الكثير من الناس أنه من الوطني ارتداء قناع للوجه عندما لا يمكنك ممارسة التباعد الاجتماعي، لا يوجد شخص وطني أكثر مني، وفي اليوم التالي خلال مؤتمر صحفي شجع ترامب مرة أخرى على ارتداء الأقنعة قائلًا: سواء أحببت القناع أم لا فله فوائد.
أفادت العديد من التقارير أن مستشاري ترامب أوصوا بهذا التحول في المواقف من أجل تغيير نظرة الجمهور حول تعامله مع الوباء.

### العودة للموقف السابق
حضر حشد من 1500 ضيف المؤتمر الوطني الجمهوري لعام 2020 في البيت الأبيض (تحظر واشنطن العاصمة حاليًا التجمعات لأكثر من 50 شخصًا) ولم يرتدِ الحشد أقنعة الوجه أو يمارس التباعد الاجتماعي، وعندما سألت شبكة سي إن إن أحد المسؤولين الكبار في البيت الأبيض قال: إن الجميع سيلتقطون هذا الفيروس في النهاية.
واصل ترامب السخرية من بايدن لارتدائه قناع الوجه أثناء ظهوره في الحملة الانتخابية، وذلك خلال مؤتمر انتخابي لترامب في 3 سبتمبر في لاتروب بولاية بنسلفانيا، مشيرًا إلى أنها أعطته «شعورًا بالأمان»، ولكني إذا كنت طبيبًا نفسيًا سأقول إن هذا الرجل لديه بعض مشاكل كبيرة، ثم توجه ترامب بالسؤال للجمهور: هل رأيتم يومًا رجلًا يحب القناع مثله.
حصلت صحيفة واشنطن بوست في سبتمبر 2020 على وثائق من خدمة بريد الولايات المتحدة استردتها الرقابة الأمريكية بموجب قانون حرية المعلومات، وتضمنت مسودة بيان صحفي بتاريخ أبريل 2020 تعلن فيه الحكومة أنها تخطط لتوزيع 650 مليون قناع قابل لإعادة الاستخدام في خمس عبوات لكل عنوان سكني في الولايات المتحدة (بدءًا بالمناطق التي تعتبر بؤر تفشي للوباء بما في ذلك مدينة نيويورك وأجزاء من لويزيانا وواشنطن). قال مسؤول كبير مجهول للصحيفة إن البرنامج المقترح قد أُلغي بسبب قلق البعض في مجلس السياسة الداخلية للبيت الأبيض ومكتب نائب الرئيس من أن ذلك سيثير حالة من القلق والذعر.

## استخدام أقنعة الوجه حسب الولاية
بحلول منتصف أغسطس 2020 كان لدى 35 ولاية أمريكية نوع من القوانين الصحية التي توجب ارتداء أقنعة الوجه أو أي غطاء غير طبي مماثل في الأماكن العامة أو في أنواع معينة من المؤسسات، في حين أنشأت بعض البلديات والمقاطعات قوانيها الخاصة اعتمادًا على لوائحها المحلية.
تستثني هذه القوانين عادة الأطفال الصغار، والمرضى الذين يعانون من حالات طبية مثل اضطرابات التنفس أو إعاقات تجعل من الصعب ارتداء القناع، كما تُعتبر حالات ارتداء القناع بغرض إخفاء الهوية استثناءً من هذه القوانين.
فرضت بعض الولايات مثل لويزيانا وأوريغون وواشنطن في البداية ارتداء الأقنعة فقط على الموظفين الذين يقابلون الجمهور بشكل مباشر في الشركات، لكنها لم تطلب رسميًا أن يرتديها عامة الناس، لكن الولايات الثلاث سنَّت بعض القوانين الملزمة لعامة الناس لاحقًا.

### القوانين الملزمة
تُصنف انتهاكات أوامر ارتداء القناع الإلزامية على أنها جنحة، إذ تهدد بعض الولايات بفرض غرامات على الأفراد الذين لا يمتثلون لها. تطلب بعض الولايات صراحةً من الشركات تنفيذ أوامر ارتداء قناع الوجه، مع التنويه إلى أن عدم القيام بذلك يُعاقب عليه أيضًا بغرامات مالية، وفي بعض الحالات قد يُطلب منهم الإغلاق مؤقتًا، أو حتى إلغاء رخصة العمل الخاصة بهم.
هدد حاكم ولاية كاليفورنيا جافين نيوسوم بوقف تمويل مشاريع الإغاثة في المقاطعات والمدن التي لا تطبق أوامر الولاية الصحية بشكل كافٍ، بما في ذلك أوامر ارتداء القناع. صرَّح حاكم ولاية ساوث كارولينا هنري ماكماستر في أواخر يونيو 2020 بأن عدم القدرة على تنفيذ مثل هذه الأوامر بشكل فعال أثر على قرارات سلطات الولاية مشيرًا إلى أنه "لا توجد قوة على الأرض يمكنها متابعة كل شخص في الولاية للتأكد من أنهم يلتزمون بالقواعد.
يجادل معارضو أوامر ارتداء أقنعة الوجه بأنها غير دستورية. استشهدت نقابة المحامين الأمريكية بأن هناك سابقة بموجب التعديل العاشر (الذي ينص على أن أي صلاحيات غير ممنوحة للحكومة الفيدرالية من خلال الدستور تبقى من حق الولايات) أن حكومات الولايات "لديها السلطة الأساسية للسيطرة على انتشار الأمراض الخطيرة داخل حدود الولايات، واستشهدوا أيضًا بقضية جاكوبسون ضد ماساتشوستس كقانون ملزم يدعم أوامر ارتداء أقنعة الوجه، والتي خلصت إلى أن استخدام الشرطة من قبل سلطات الولاية لإنفاذ الأوامر الصحية المُتخذة للحفاظ على سلامة مجتمعاتهم (مثل التطعيمات الإلزامية ضد الجدري) لا ينتهك الحريات الفردية بموجب التعديل الرابع عشر.

### المواقف السياسية
أشارت صحيفة ذا هيل في يونيو 2020 إلى أن الولايات التي يقودها الديمقراطيون كانت أكثر قابلية لتنفيذ أوامر ارتداء أقنعة الوجه من الولايات التي يقودها الجمهوريون (خاصة في الجنوب المحافظ)، والتي أشارت إلى رغباتها في الحفاظ على الحريات الفردية، لا إنها اتخذت في بعض الحالات خطوات لإلغاء الأوامر الصحية المحلية الأكثر صرامة من تلك التي تفرضها الولاية بما في ذلك أوامر ارتداء أقنعة الوجه. لم ترفض جميع الولايات التي يقودها الجمهوريون القيام بذلك، مع أمثلة مبكرة مثل ماريلاند وماساتشوستس. بدأت أريزونا وتكساس في التراجع عن الحظر الصريح على ارتداء الأقنعة بعد ارتفاع كبير في عدد الإصابات في منتصف يونيو يُعزى إلى التعجيل برفع وسائل الحجر الصحي، ثم أصدر حاكم ولاية تكساس غريغ أبوت تفويضًا على مستوى الولاية في 2 يوليو، وفي 15 يوليو وقع حاكم جورجيا بريان كيمب على أمر تنفيذي لمنع أي مقاطعة أو بلدية من إصدار أي أمر صحي أو تطبيقه يقضي بارتداء كمامات في الأماكن العامة، ورفع دعوى قضائية ضد عمدة أتلانتا كيشا لانس بوتومز ومجلس مدينتها بشأن أمر صحي محلي يطلب ارتداء أقنعة الوجه مؤكدًا أنها "لا تملك السلطة القانونية لتعديل أو تغيير أو تجاهل الأوامر التنفيذية للحاكم كيمب.
تضمن تفويض ارتداء القناع الصادر في ولاية كانساس في يوليو 2020 من قبل الحاكمة الديمقراطية لورا كيلي قدرة المقاطعات على الانسحاب إذا أكدوا بالتشاور مع مسؤولي الصحة أنها ليست ضرورية من الناحية الطبية، ووصف هذا القرار بأنه حل وسط بين الحزبين للحصول على دعم من حكومة الولاية ذات الأغلبية الجمهورية، وبحلول 9 يوليو اختارت 90 مقاطعة من أصل 105 مقاطعة في كانساس، وفي حين أن العديد من المدن انسحبت بالفعل مثل مانهاتن ويتشيتا ووينفيلد وستسن تبين أن 15 مقاطعة اختارت فرض أوامر ارتداء أقنعة الوجه، وانخفضت معدلات الإصابات في هذه المدن مقارنة بالمدن الأخرى.